# 马丁 (田纳西州)
马丁，是位于美国田纳西州威克萊縣的一处城区。根据美国2010年全国人口普查数据显示，马丁约有常住居民11,473人。田纳西大学马丁分校坐落于马丁境内。

## 名字来源
1806年，威廉·马丁上尉（Captain William Martin）出生于美国弗吉尼亚州法克斯縣。 1832年，时年26岁的马丁上尉与妻子莎拉（Sarah）移居到田纳西州威克萊縣境内。 1852年，经过多年的努力和妥善经营，马丁上尉通过种植烟草积累了大笔财富，并开始积极争取修建一条可以连接自己农庄与外界其他城镇的铁轨。 1859年，马丁上尉逝世。在马丁家族的不懈努力下，此时马丁农庄的周围区域已初具城镇规模。马丁上尉的儿子乔治·马丁（George W. Martin）带领自己的多位兄弟在马丁上尉去世后依然坚持着父亲遗愿。最终说服密西西比中央铁路在该地区铺设了一条通往纳什维尔的铁路。1872年，该地区已完全具备一座城镇该有的规模和实力，于是正式宣布建市。为了纪念马丁上尉的先驱精神和对该地区建设发展的巨大贡献，这座新城市被命名为“马丁”。